# Haworth (West Yorkshire)
Koordinaten: 53° 50′ N, 1° 57′ W

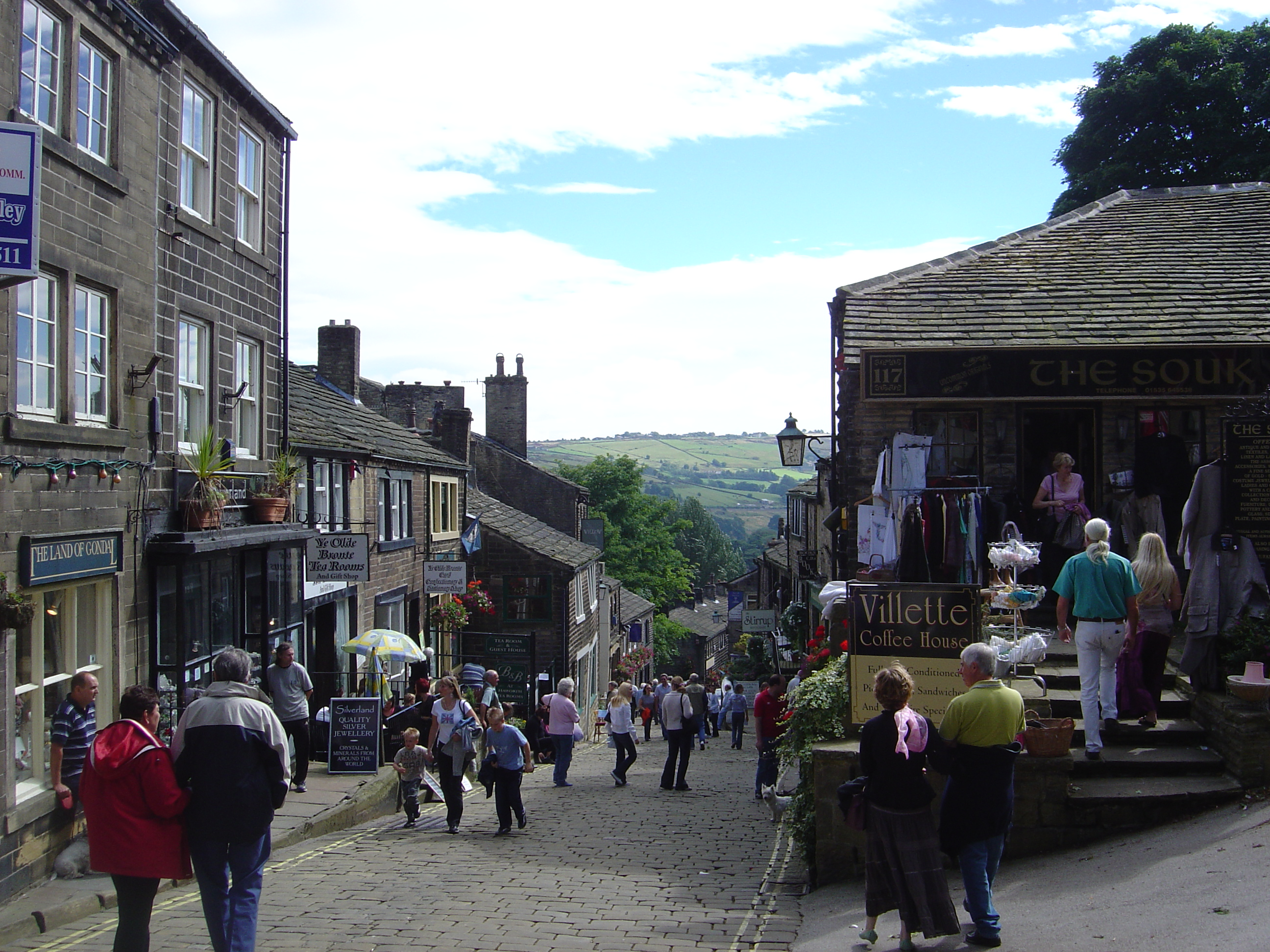
Die Altstadt von Haworth

Haworth ist ein Ort in West Yorkshire in England im Gebiet der Pennines. 
Haworth war Wohnort der Geschwister Brontë: Charlotte Brontë, Branwell Brontë, Emily Brontë und Anne Brontë. Die drei Schwestern hatten Mitte des 19. Jahrhunderts unter männlichen Pseudonymen Romane und einen Gedichtband veröffentlicht, während ihr Bruder Branwell überwiegend als Maler tätig war. Ihr Vater Patrick Brontë (1777–1861) war über vierzig Jahre lang Vikar der örtlichen Kirchengemeinde.
In der Altstadt von Haworth befindet sich im ehemaligen Pfarrhaus gegenüber der Kirche St Michael and All Angels das Brontë Parsonage Museum, ein kleines Museum in Andenken an die Geschwister Brontë. 
Zudem ist Haworth ein beliebter Ferienort für Wandertouristen. Die umliegenden Moore der unteren Yorkshire Dales eignen sich für lange Wandertouren in freier, unberührter Natur. 

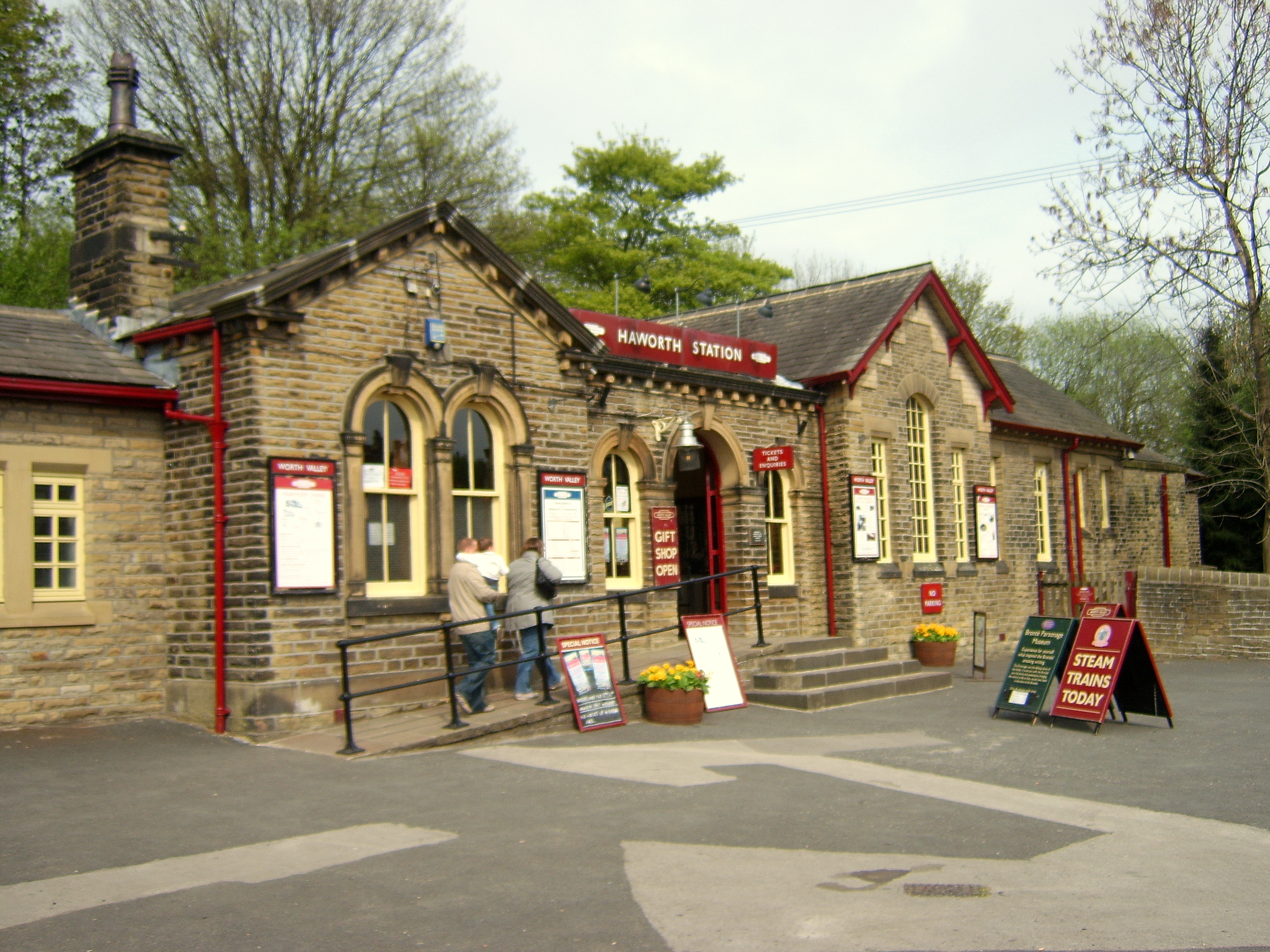
Haworths historischer Bahnhof

Die umliegende Landschaft diente Emily Brontë als Kulisse für ihren einzigen Roman Wuthering Heights (1848). Markante Landschaftspunkte wie die Penistone Crags, der Penistone Hill und die Feenhöhle am Ponden Kirk finden sich in dem Buch wieder. Top Withins, der höchste Hügel der näheren Umgebung, wird als geographisches Vorbild für die Lage des Gutes Wuthering Heights angenommen, eine entsprechende Hinweistafel befindet sich an der Ruine eines ehemaligen Farmhauses auf dem Hügel. 
Eine weitere Touristenattraktion ist Haworths historischer Bahnhof, ein Teil der Keighley and Worth Valley Railway, eine original erhaltene Dampfbahnstrecke, die heute noch in Betrieb ist.